# Інститут обдарованої дитини НАПН України
Інститут обдарованої дитини НАПН України — науково-дослідна установа Національної академії педагогічних наук України.

## Історія
Інститут обдарованої дитини (ІОД) створений 8 серпня 2007 року розпорядженням Кабінету Міністрів України від 8 серпня 2007 року № 635-р.
Очолює Інститут Гальченко Максим Сергійович — кандидат філософських наук, лауреат Державної премії України в галузі освіти.

## Структура Інституту
- Відділ філософсько-методологічних проблем інноваційного розвитку людини
- Відділ діагностики обдарованості
- Відділ проектування розвитку обдарованості
- Відділ інноваційних технологій в освіті обдарованих
- Науково-організаційний відділ
- Відділ інтелектуального розвитку обдарованої особистості

## Наукова діяльність
Головною метою діяльності Інституту обдарованої дитини, зважаючи на важливість та актуальність дослідження проблеми обдарованості людини, є необхідність поліпшення науково — методичного та організаційно — спонукального забезпечення функціонування системи виявлення, розвитку і підтримки дітей і молоді, що виявляють різні види обдарованості, в реальному соціально-економічному та освітньому просторі України. Інститут бере участь у розробці та реалізації Національних, Державних програм, а також важливих для освіти положень і концепцій.
Основні завдання:
- Дослідження феномену обдарованості та розробка програм і технологій розвитку обдарованої особистості на різних вікових етапах в системі безперервної (дошкільної, загальної середньої, позашкільної, професійної, вищої) освіти.
- Розроблення методичного забезпечення для діагностики та розвитку обдарованості, створення сприятливих умов і реалізація проектів й програм фізичного, психічного, соціального, духовного та інтелектуального розвитку обдарованих дітей, їх правового та соціального захисту.
- Впровадження наукових розробок, спрямованих на вирішення актуальних проблем освіти та виховання обдарованих дітей і молоді.
- Формування суспільно-громадської думки щодо усвідомлення державного значення роботи з обдарованою молоддю.
- Інтеграція у міжнародний освітній та інформаційний простір з питань роботи з обдарованою молоддю.

При Інституті обдарованої дитини НАПН України:
- відкрито Кабінет психолого-педагогічного консультування, який здійснює психолого-педагогічну діагностику обдарованих дітей та надає консультації.
- відкрито аспірантуру зі спеціальності 13.00.01 — загальна педагогіка та історія педагогіки.
- створено 7 регіональних центрів Інституту, що працюють в містах Кривий Ріг, Дніпропетровськ, Тернопіль, Івано-Франківськ, Рівне, Луцьк, Кіровоград.
- авторський колектив Інституту є розробником Всеукраїнського освітнього Інтернет — порталу «Острів знань»

## Фахові періодичні видання Інституту
- збірник наукових праць «Навчання і виховання обдарованої дитини: теорія та практика»
- науково-методичний журнал «Освіта та розвиток обдарованої особистості»
- збірник наукових праць «Педагогічні інновації: ідеї, реалії, перспективи»
- науково-методичний журнал «Мистецтво та освіта»